# Karanganom (Durenan)
Karanganom is een bestuurslaag in het regentschap Trenggalek van de provincie Oost-Java, Indonesië. Karanganom telt 2368 inwoners (volkstelling 2010).